# Hitomi Kinue

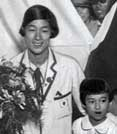
Hitomi Kinue

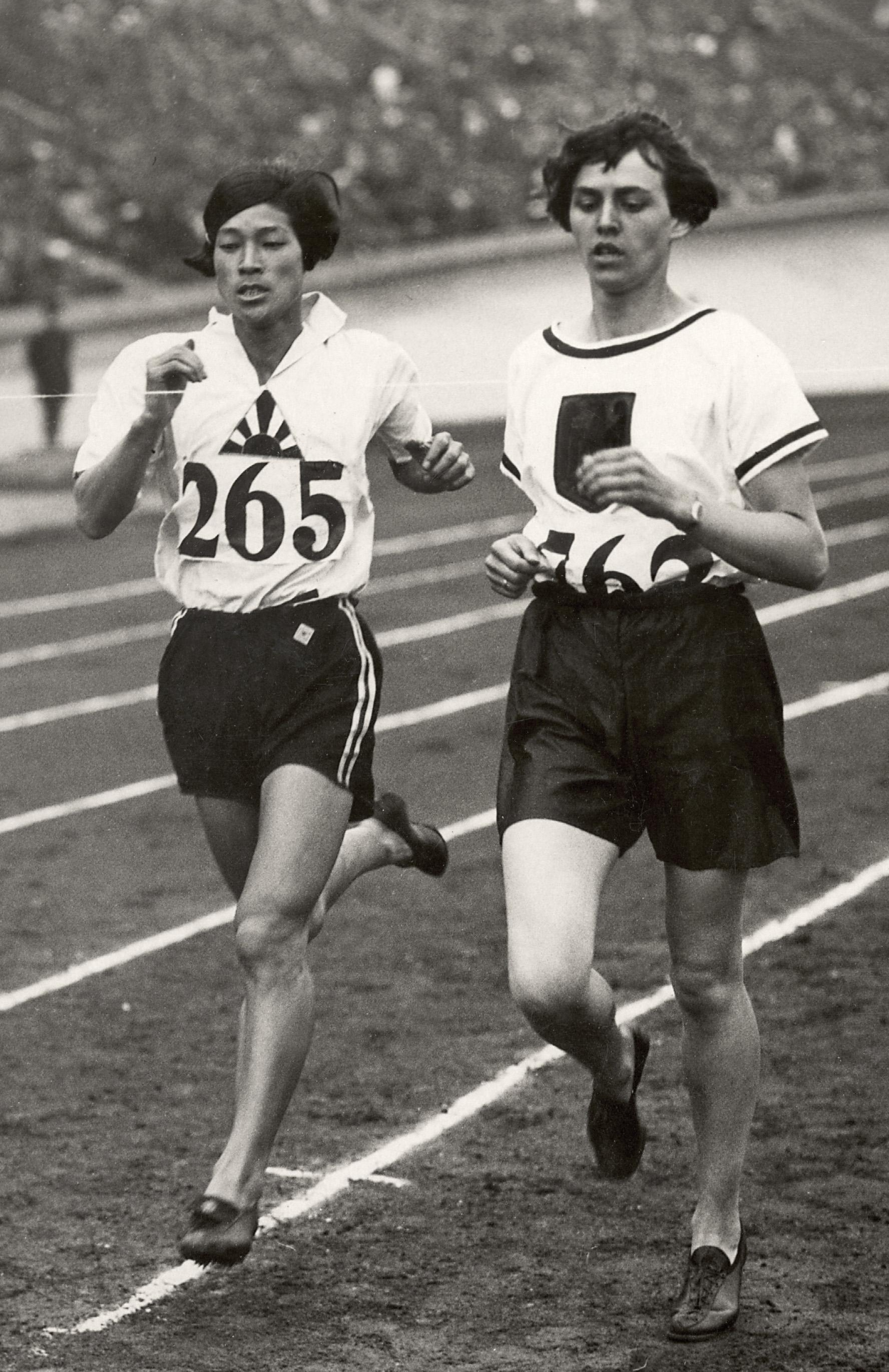
Hitomi Kinue (links) und Lina Radke bei den Olympischen Spielen in Amsterdam (1928).

Hitomi Kinue (jap. 人見 絹枝, unreformierte Romanisierung Hitomi Kinuye; * 1. Januar 1907 in Fukunari, Fukuhama, Mitsu-gun (heute: Fukunari, Minami-ku, Okayama), Präfektur Okayama; † 2. August 1931) war eine japanische Leichtathletin, die in den 1920er-Jahren bei den Frauen-Weltspielen erfolgreich war. Dabei war sie 1926 in Göteborg die einzige japanische Teilnehmerin, in Prag 1930 in einem Team von sechs. Als Zweitplatzierte bei den Olympischen Spielen 1928 war sie die erste Japanerin, die eine olympische Medaille gewann.
Ihren ersten größeren sportlichen Erfolg hatte sie bei den Frauenspielen der Präfektur Okayama im November 1923, als sie im Weitsprung mit einer Weite von 4,67 m einen inoffiziellen Landesrekord in ihrer Altersklasse aufstellte. Nach dem Schulabschluss besuchte die Bauerntochter das Frauen-Kolleg für Leibeserziehung. Ihr schriftstellerisches Talent nutzte sie als Journalistin für eine japanische Zeitung.
Als einzige Frau in der 40-köpfigen japanischen Mannschaft nahm sie 1928 an den Olympischen Sommerspielen in Amsterdam teil, bei denen erstmals Frauen in der Leichtathletik zugelassen waren. Im 800-Meter-Lauf belegte sie den zweiten Platz und gewann damit als erste Japanerin eine olympische Medaille.
Sie starb im Alter von nur 24 Jahren an einer Lungenentzündung. Im August 1934 veranstaltete man in Prag zu ihrem Angedenken einen Sportwettbewerb, an dem die auf der Heimreise befindliche japanische Mannschaft der Londoner 4. Frauen-Weltspielen mit teilnahm.

## Leistungen
- Frauenweltspiele 1926 in Göteborg
  - Bronze über 100 Yards in 12,0 s hinter der Französin Marguérite Radideau und der Britin Rose Thompson, beide 11,8 s
  - Silber im Diskuswurf mit 33,62 m hinter der Polin Halina Konopacka mit 37,71 m und der Schwedin Elsa Svensson mit 31,78 m
  - Gold im Weitsprung mit der Weltrekordweite von 5,50 m vor der Britin Muriel Gunn mit 5,44 m und der Tschechin Zdenka Smolová mit 5,28 m
  - Gold im Weitsprung aus dem Stand mit 2,49 m vor Zdenka Smolová mit 2,47 m und der Britin Barbara Halliday mit 2,37 m
- Frauenweltspiele 1930 in Prag
  - Bronze über 60 Meter in 7,8 s hinter der Polin Stanisława Walasiewicz und der Deutschen Lisa Gelius in 7,8 s
  - Bronze im Speerwurf mit 37,01 m hinter den beiden Deutschen Liesel Schumann mit 42,32 m und Auguste Hargus mit 40,59 m
  - Silber im Dreikampf (Speer, Hoch und 1000 m) hinter der Deutschen Ellen Braumüller
  - Gold im Weitsprung mit 5,90 m vor der Britin Muriel Gunn-Cornell mit 5,76 m und der Deutschen Selma Grieme mit 5,71 m
- Olympische Spiele 1928 in Amsterdam
  - Silber über 800 Meter in 2:17,6 min hinter der Deutschen Lina Radke (2:16,8 min) und vor der Schwedin Inga Gentzel (2:17,8 min)
- Weltrekorde
  - Dreisprung: 11,62 m am 17. Mai 1926 in Harbin
  - Weitsprung: 5,50 m am 28. August 1926 und 5,98 m am 20. Mai 1928 in Ōsaka